# Station Selly Oak
Selly Oak is een spoorwegstation van National Rail in Selly Oak, Birmingham in Engeland. Het station is eigendom van Network Rail en wordt beheerd door West Midland Trains.